# ADS (band)
 For alternative betydninger, se ADS. (Se også artikler, som begynder med ADS)
ADS var dansk punkband med bl.a. Stig Pedersen (D-A-D) og Lars Top-Galia (Sort Sol), der eksisterede fra 1980-1984.
ADS havde følgende medlemmer ved starten i 1980: Michael "Funder" Thorlasius (sang), Stig Pedersen (bas), Søren "Slys" Johnsen, Karsten Hjarsø (trommer og guitar, senere medlemmer af bandet UCR) og Peter Top-Jensen (trommer og bror til Sort Sol's Lars Top-Galia).
I 1982 blev Søren Søndergaard Johnsen og Karsten Hjarsø (UCR) erstattet af Lars Top-Galia (guitar). Senere blev Stig Pedersen erstattet af Martin Krogh (bas, ex-Martin and the Martians, Front and Fantasy)

## Udgivelser
- "Waiting for the war" (Single) (1982) (split 7" med punkbandet City-X)
- Nosferatu Festival (opsamlings LP) (1982) (liveoptagelse af bands, der spillede ved Nosferatu Festivalen i Saltlageret 1982)